# Augustyn Koźmiński
Augustyn Koźmiński herbu Poraj (ur. 28 sierpnia 1768 – zm. 3 czerwca 1794) – komisarz cywilno-wojskowy województwa poznańskiego, sędzia ziemiański poznański i międzyrzecki w 1792 roku, rotmistrz chorągwi 1. Brygady Kawalerii Narodowej.
Kawaler Orderu Świętego Stanisława (1790).